# ISO 3166-2:CY
ISO 3166-2:CY – kody ISO 3166-2 dla Cypru.
Kody ISO 3166-2 to część standardu ISO 3166 publikowanego przez Międzynarodową Organizację Normalizacyjną. Kody te są przypisywane głównym jednostkom podziału administracyjnego, takim jak np. województwa czy stany, każdego kraju posiadającego kod w standardzie ISO 3166-1.
Aktualnie (2017) dla Cypru zdefiniowano kody dla 6 dystryktów.
Pierwsza część oznaczenia to kod Cypru zgodnie z ISO 3166-1, natomiast druga część oznaczenia znajdująca się po myślniku to dwucyfrowy kod jednostki administracyjnej.

## Kody ISO
| Kod ISO | Nazwa jednostki administracyjnej | Nazwa jednostki administracyjnej w języku greckim | Nazwa jednostki administracyjnej w języku tureckim | Rodzaj jednostki administracyjnej |
| ------- | -------------------------------- | ------------------------------------------------- | -------------------------------------------------- | --------------------------------- |
| CY-01   | Nikozja                          | Λευκωσία                                          | Lefkoşa                                            | dystrykt                          |
| CY-02   | Limassol                         | Λεμεσός                                           | Leymosun                                           | dystrykt                          |
| CY-03   | Larnaka                          | Λάρνακα                                           | Larnaka                                            | dystrykt                          |
| CY-04   | Famagusta                        | Αμμόχωστος                                        | Gazimağusa                                         | dystrykt                          |
| CY-05   | Pafos                            | Πάφος                                             | Baf                                                | dystrykt                          |
| CY-06   | Kirenia                          | Κερύvεια                                          | Girne                                              | dystrykt                          |